# Batu (stad)
Batu (oude spelling: Batoe) is een bergstadje in Oost-Java in Indonesië. Het ligt 16 kilometer noordwestelijk van de hoofdplaats Malang. Batu betekent steen.

## Geschiedenis
Het was een afgelegen Javaans dorp, totdat hier omstreeks 1900 door de heer J.F. de Ruyter de Wildt begonnen werd met de aanleg van appelboomgaarden. Daarnaast levert het stadje sindsdien volop groenten en fruit aan de omliggende steden. Op het stadsplein wordt dit tegenwoordig gesymboliseerd door een grote groene appel op een bedje van koolbladen.
In het stadje werd eind 19e eeuw een groot sanatorium voor tbc-lijders gevestigd.
Omstreeks 1930 werd in de bergen bij Batu door de familie de Ruyter de Wildt een compleet recreatiepark (genaamd Selecta) aangelegd met zwembad, tennisbanen, bungalows en fraaie tuinen, dat met name voor de Europese burgerij van Malang een toeristische trekpleister werd. Het is nog steeds aanwezig. Dit complex fungeerde in de Tweede Wereldoorlog als jappenkamp eerst voor vrouwen en later voor mannen. De evacuatie van de Europese bevolking vond via Malang naar Batavia plaats in (ten minste) vier transporten: in januari 1946 (de TBC-patiënten), in mei en juli 1946 de geïnterneerden van de jappenkampen, vervolgens de overigen (meestal Indo-Europeanen) in de eerste maanden van 1947. De Nederlandse troepen kwamen in Batu omstreeks 30 juli 1947 aan en bleven tot de soevereiniteitsoverdracht aan Indonesië.

## Tegenwoordig
Het is een stad in een omgeving die door de bewoners zelf "Klein Zwitserland" wordt genoemd, vanwege de gelijkenis en het koele klimaat. Het landschap is schitterend en nodigt uit tot lange wandelingen. Daarnaast ademt het een culturele sfeer, doordat enkele kunstenaars hier neergestreken zijn. Tegenwoordig zijn ook volop hier geproduceerde bloemen te koop.
Stadsgemeenten: Batu · Blitar · Kediri · Madiun · Malang · Mojokerto · Probolinggo · Pasuruan · Surabaya

Regentschappen: Banyuwangi · Bangkalan · Blitar · Bojonegoro · Bondowoso · Gresik · Jember · Jombang · Kediri · Lamongan · Lumajang · Madiun · Magetan · Malang · Mojokerto · Nganjuk · Ngawi · Pacitan · Pamekasan · Pasuruan · Ponorogo · Probolinggo · Sampang · Sidoarjo · Situbondo · Sumenep · Trenggalek · Tuban · Tulungagung